# زنبور آسيوي
الزنبور الآسيوي (الاسم العلمي: Vespa velutina)، المعروف أيضًا باسم الزنبور ذو الأرجل الصفراء أو الزنبور الآسيوي المفترس، هو نوع من الدبابير موطنه الأصلي جنوب شرق آسيا. إنهُ مصدر قلق باعتباره من الأنواع الغازية في بعض البلدان الأخرى.